# Eduardo Lahitte
Eduardo du Cos de La Hitte  (Montevideo, 13 de abril de 1803 - Buenos Aires, 19 de septiembre de 1874) fue un abogado y político argentino de origen oriental que ejerció importantes cargos en los gobiernos de Juan Manuel de Rosas.

## Biografía
Era hijo de un francés, el conde de La Hitte, oficial del Ejército Español, que fue expulsado de Montevideo poco después de la Revolución de Mayo.
Se recibió de abogado en la Universidad de Buenos Aires en 1825, y se dedicó a la abogacía particular. Eran sus clientes los comerciantes y estancieros más ricos de la ciudad, como Tomás de Anchorena, Juan Manuel de Rosas y Félix de Álzaga, todos destacados dirigentes del Partido Federal, de modo que terminó identificándose con éste. Fue profesor de derecho civil y de derecho natural en la Universidad.
En 1828 fue secretario de la Cámara de Representantes provincial, por el partido federal dirigido por el gobernador Manuel Dorrego, y poco después fue diputado provincial. Tras el derrocamiento de Dorrego, fue asesor general del gobierno de Rosas. Éste lo nombró posteriormente auditor de guerra y marina, y más tarde fiscal de estado. En 1835, durante la crisis que siguió a la renuncia de Maza, le fue ofrecido el cargo de gobernador, que rechazó.
Representó a Rosas en 1840, durante las negociaciones con Francia para levantar el bloqueo del Río de la Plata. Fue nombrado embajador en Bolivia, pero nunca llegó a ese destino: en el camino hacia el norte, negoció tratados con los gobiernos de distintas provincias argentinas; entre 1844 y 1847 residió en Córdoba, desde donde mantuvo contacto con todos los gobernadores del interior, informando minuciosamente a Rosas de las negociaciones que tenía con ellos. En gran medida fue responsable de que no surgiera en el interior ninguna nueva coalición antirrosista, como la que se había gestado en 1840.
Después de la Batalla de Caseros fue presidente del Consejo de Hacienda provincial, miembro del Consejo de Estado del gobernador Vicente López y Planes y autor del proyecto para código de procedimientos a nivel nacional. Fue elegido diputado al Congreso Constituyente de Santa Fe, pero nunca se incorporó al mismo, ya que la revolución del 11 de septiembre de 1852 revocó sus poderes. La oposición que manifestó a los gobiernos surgidos de esta revolución lo alejó definitivamente de todo cargo público; ni siquiera se le abonaron los sueldos adeudados.
Durante las dos últimas decenas de su vida ejerció como abogado particular, con una clientela compuesta especialmente por grandes estancieros y por federales perseguidos por el gobierno. Fue suegro del presidente argentino Luis Sáenz Peña y abuelo del también presidente argentino Roque Sáenz Peña. 
Falleció en Buenos Aires en septiembre de 1874.